# 洛兹堡 (新墨西哥州)
洛兹堡（英語：Lordsburg）位于美国新墨西哥州西南，是伊达尔戈县的县治。
根据2000年美国人口普查，共有3,379人，其中白人占80.7%。

## 友好城市
- 墨西哥哈诺斯

## 外部連結
- Lordsburg Chamber of Commerce （页面存档备份，存于）